# Mesotettix koshunensis
Mesotettix koshunensis är en insektsart som beskrevs av Matsumura 1914. Mesotettix koshunensis ingår i släktet Mesotettix och familjen dvärgstritar. Inga underarter finns listade i Catalogue of Life.